# What a Wonderful World (álbum)
What a Wonderful World es el trigesimoseptimo álbum de estudio del músico estadounidense Willie Nelson publicado por la compañía discográfica Columbia Records en 1989. El álbum, que contó con la colaboración del cantante español Julio Iglesias en la canción «Spanish Eyes», alcanzó el puesto seis en la lista de álbumes country de Billboard.

## Lista de canciones
1. "Spanish Eyes" - 3:33
2. "Moon River" - 3:10
3. "Some Enchanted Evening" - 3:40
4. "What a Wonderful World" - 2:14
5. "South of the Border" - 3:17
6. "Ole Buttermilk Sky" - 2:48
7. "The Song from Moulin Rouge (Where Is Your Heart?)" - 2:53
8. "To Each His Own" - 3:37
9. "Twilight Time" - 2:50
10. "Ac-Cent-Tchu-Ate the Positive" - 2:01

## Personal
- Willie Nelson - voz y guitarra acústica
- Julio Iglesias - voz en "Spanish Eyes"
- Gene Chrisman - batería
- Johnny Christopher - guitarra y coros
- Bobby Emmons - teclados
- Mike Leech - bajo
- Chips Moman - guitarra
- Monique Moman - coros
- Mickey Raphael - armónica
- Toni Wine - coros
- Bobby Wood - teclados y coros
- Reggie Young - guitarra

## Posición en listas
| País           | Lista           | Posición |
| -------------- | --------------- | -------- |
| Estados Unidos | Top Blue Albums | 6        |